# Свети мученик Диомид
Свети Диомид је хришћански светитељ, лекар и мученик из 4. века. 
Рођен је у Тарсу у Киликији. Отац му је био лекар и хришћанин. У време цара Диоклецијана преселио се у Никеју у Витинији.
Када је цар Диоклецијан, чуо за Диомида да је хришћанин и да одбије да се одрекне своје вере, послао је војнике да га ухапсе и доведу на саслушање. Када су га војници нашли, већ је био умро. У знак одмазде мртвоме су му одсекли главу, и како би је однели цару. Том приликом војници који су то учинили ослепели су. Када их је цар видео слепе са главом наредио је да главу носе натраг и приложе је телу на њено место. Када су то учинили вратио им се вид, а многи су након тога примили хришћанство и крстили се.
Православна црква прославља светог Диомида 16. августа по јулијанском календару.